# Думичі (Замківський № 2 старостинський округ)
Ду́мичі — село в Україні, у Львівському районі Львівської області. Населення становить 658 осіб. Орган місцевого самоврядування - Добросинсько-Магерівська сільська рада.

## Історія
Село Думичі входило до складу села Замок. Складалось з двох частин: Замкові Думичі і Бзинькові Думичі. Замкові Думичі ввійшли до складу Погариської сільської ради, а Бзинькові Думичі до складу Підліссянської сільської ради.